# 告東尼
告東尼（葡萄牙語：Anthony Stephen da "Tony" Cruz，1956年12月24日—），人稱「告仔」，葡萄牙裔人，生於香港，是香港賽馬會所屬練馬師，前香港冠軍騎師，曾兩度奪得香港冠軍練馬師榮銜。
告東尼是香港賽馬歷史上的傳奇人物，生於賽馬世家，父親告魯士（Johnny Cruz）乃業餘賽馬時代之騎師，兄長告達理（Derek Cruz）亦是前騎師及退休練馬師，可謂一門三傑。1983年結婚，育有一子一女，其妻是新加坡模特兒林寶蓮。

## 簡介

### 騎師時期
告東尼11歲便開始習騎，13歲開始和兄長告達理（原名告大力）一同在位於沙田嶺道的「九龍公眾騎術學校」（又名沙田公眾騎術學校）習騎。14歲時(1970年)，第一屆見習騎師訓練班學員，同期學員計有羅國洲、姚本輝、陳子銓、呂志聲、葉英健、梁偉德、麥子文、李漢明及李家和，畢業後隸屬練馬師賓士，1973-74年度馬季開始上陣，首次出賽為1974年3月23日，策賓士馬房的「保健」。
1974年12月11日，告東尼出策蘇芬諾夫馬房的「錦雲」獲處女勝利。在1974至75年度馬季共勝出12場頭馬，騎師榜上名列第八，麥基利哥杯見習騎師冠軍得主，嶄露頭角。其後在第二季1975至1976年度共贏36場頭馬，蟬聯麥基利哥盃見習騎師冠軍，在騎師榜晉至亞軍地位，僅次於冠軍摩加利，聲名大噪。至1978至1979年度贏57場頭馬，首次奪得冠軍騎師寶座。
其鞍上生涯共奪得兩屆冠軍見習騎師(1974-75,1975-76) 、及六次奪得香港冠軍騎師榮銜(1978-79，1980-81，1982-83，1983-84，1985-86，1994-95)，多次名列騎師榜亞軍。從騎期間在香港共贏得946場頭馬，連同海外頭馬逾千五場。1986年開始前往法國出賽，曾替練馬師賓康立下不少戰功，胯下名駒三連圖戰績彪炳（曾勝出富士錦標），1989年獲法國大馬主阿迦汗 Aga Khan 聘請為主任騎師，期間穿梭於香港與法國，在港出賽次數相對減少。
直到1991-92年馬季主力重回香港作全季策騎，數季敗於冠軍馬佳善屈居亞軍，終於在1994-95年以65場頭馬重奪冠軍騎師名銜。告因從騎多年曾遇嚴重連環墮馬意外而有傷患困擾，決定在1996年1月1日掛靴退役。掛靴當天元旦日賽事，多場拼搏僅得第二，最終在尾場憑梁錫麟馬房的「風雲群英」大勝而回，贏出從騎最後一場頭馬，為騎師生涯劃上完美句號。「風雲群英」馬主為報答告東尼決定將愛駒轉交其訓練。賽後不久告獲馬會安排前赴歐美列國，跟隨當地資深練馬師學習練馬及修讀有關課程以準備開倉。

#### 從騎本地頭馬紀錄
| 日期           | 成就        | 場地   | 馬名     | 練馬師   | 備註 |
| -------------- | ----------- | ------ | -------- | -------- | ---- |
| 1974年12月11日 | 第1場頭馬   | 跑馬地 | 錦雲     | 蘇芬洛夫 |      |
| 1978年9月23日  | 第100場頭馬 | 跑馬地 | 來吉利   | 蘇芬諾夫 |      |
| 1981年1月24日  | 第200場頭馬 | 沙田   | 紅山茶   | 吳志林   |      |
| 1982年12月4日  | 第300場頭馬 | 沙田   | 電馳     | 王登平   |      |
| 1984年5月9日   | 第400場頭馬 | 跑馬地 | 飛黃騰達 | 王登平   |      |
| 1986年2月26日  | 第500場頭馬 | 跑馬地 | 出神入化 | 伍碧權   |      |
| 1988年3月2日   | 第600場頭馬 | 跑馬地 | 係醒嘅   | 吳志林   |      |
| 1991年11月13日 | 第700場頭馬 | 跑馬地 | 快發時代 | 王兆旦   |      |
| 1993年4月7日   | 第800場頭馬 | 跑馬地 | 永勝福星 | 吳定強   |      |
| 1995年4月15日  | 第900場頭馬 | 沙田   | 旅遊大亨 | 伍碧權   |      |
| 1996年1月1日   | 第946場頭馬 | 沙田   | 風雲群英 | 梁錫麟   |      |

### 練馬師時期
1996-97年度馬季，告東尼開始轉為練馬師，於同年9月18日憑馬佳善出策的「輕快而出」取得在港練馬師生涯的第一場頭馬，從練至今奪得兩屆香港冠軍練馬師(1999-2000，2004-2005)。
2004-05年度，告東尼創下一季勝出最多頭馬（91場）及贏得最多獎金（一億一千三百多萬港元）的紀錄，不過告東尼一季勝出最多頭馬的紀錄已於2016-2017馬季被蔡約翰打破（當時蔡約翰一季勝出94場）。由他一手訓練的短途馬王「精英大師」，締造了17場連捷的香港紀錄。另外，他亦曾經訓練「日月神駒」、「電子領域」、「駿仕」、「丹山王」、「爪皇烈風」、「俊歡騰」、「丹山飛駒」、「幸運馬主」、「牛精福星」、「喜蓮精彩」、「喜蓮福星」、「牛精財星」、「威利好好」、「再領風騷」、「精英大師」、「締造美麗」、「威利旺旺」、「加州萬里」、「萬事佳」、「將男」、「威利加數」、「喜蓮巨星」、「幸福指數」、「巴基之星」、「馬克羅斯」、「時時精綵」等傑出短途、一哩、中距離、長途馬匹。
告東尼從練期間，旗下賽駒多次勝出國際一級賽事，當中包括奪得兩次香港打吡大賽冠軍：2004年「幸運馬主」及2008年「喜蓮福星」；2005年「精英大師」勝出日本短途馬錦標及2006年「牛精福星」勝出日本安田紀念賽。2010年締造美麗勝出香港一哩錦標，加州萬里勝出2011年、2012年香港盃，馬克羅斯勝出2017年香港盃，巴基之星在2018年勝出愛彼女皇盃、香港冠軍暨遮打盃。
馬會在2016年增設以香港歷來成就最突出的本地騎師告東尼命名的「告東尼獎」，此獎項專為本地騎師而設的獎項，每年頒發予該季內贏得最多頭馬的自由身騎師或見習騎師。

#### 從練本地頭馬紀錄
| 日期           | 成就            | 場地   | 馬名     | 騎師   | 備註 |
| -------------- | --------------- | ------ | -------- | ------ | --- |
| 1996年9月18日  | 第1場頭馬       | 跑馬地 | 輕快而出 | 馬佳善 | |
| 1996年9月21日  | 第1場田草頭馬   | 沙田   | 天皇星   | 嚴顯強 | |
| 1996年10月23日 | 第1場泥地頭馬   | 沙田   | 玉面威龍 | 韋達   | 沙田馬場原有安妥膠跑道於1996年2月停用， 新建泥地跑道於10月23日首次使用，頭場由玉面威龍勝出。 這是此駒在港最後一次服役，以第六次凱旋劃上完美句號， 其中三次由告東尼以騎師身分勝出。 |
| 1998年12月5日  | 第100場頭馬     | 跑馬地 | 名馬     | 冼毅力 | |
| 2001年2月4日   | 第200場頭馬     | 沙田   | 利中利   | 高雅志 | |
| 2003年3月29日  | 第300場頭馬     | 沙田   | 特勇威   | 高雅志 | |
| 2004年11月6日  | 第400場頭馬     | 沙田   | 新伯樂道 | 高雅志 | |
| 2006年2月26日  | 第500場頭馬     | 沙田   | 夢寐以求 | 蘇銘倫 | |
| 2008年1月12日  | 第600場頭馬     | 沙田   | 鼓浪晨曦 | 徐君禮 | |
| 2010年1月1日   | 第700場頭馬     | 沙田   | 蓬萊仙子 | 蔡明紹 | |
| 2011年6月19日  | 第800場頭馬     | 沙田   | 滿綵     | 韋達   | |
| 2012年4月21日  | 第100場泥地頭馬 | 沙田   | 開心指數 | 蔡明紹 | |
| 2013年4月20日  | 第900場頭馬     | 沙田   | 加州金獎 | 蔡明紹 | |
| 2015年2月1日   | 第1000場頭馬    | 沙田   | 英勇大師 | 韋達   | 香港賽馬史上第二位在港贏出第一千場頭馬的練馬師 |
| 2017年2月8日   | 第1100場頭馬    | 跑馬地 | 牛精叻仔 | 蘇兆輝 | [ 3 ] |
| 2019年1月27日  | 第1200場頭馬    | 沙田   | 時時精綵 | 潘頓   | 勝出百週年紀念銀瓶 |
| 2020年10月1日  | 第1300場頭馬    | 沙田   | 綫路勇駒 | 蔡明紹 | |
| 2022年5月22日  | 第1400場頭馬    | 沙田   | 電路九號 | 蔡明紹 | |
| 2024年4月7日   | 第1500場頭馬    | 沙田   | 美麗同享 | 艾道拿 | 勝出主席錦標 ; 香港賽馬史上第三位在港贏出第一千五百場頭馬的練馬師 ; 同時是第900場田草頭馬 (泥地130場 、470場)                                                                      |

#### 其他紀錄
告東尼從練以來，多次單場包辦三甲，涵蓋兩個馬場（沙田及跑馬地）、三款賽道（A、B及C）、不同賽事（國際賽及本地賽）、不同途程（從最短1000米到最長2400米）和不同檔位（外檔、中檔及內檔）。2024年2月21日，告東尼首度於跑馬地夜賽包辦三甲，雖然並非較高級別的國際賽，但三組人馬拋離餘駒，鬥得難分難解，幾乎同時過終點，實屬罕見 ; 經影相後，有別於以往的「東廄三重彩」，首次由賠率較冷的馬匹勝出。
| 日期          | 場地   | 賽道     | 班次       | 途程   | 馬名     | 頭馬距離 | 檔位 | 騎師   | 最後獨贏賠率 |
| ------------- | ------ | -------- | ---------- | ------ | -------- | -------- | ---- | ------ | ------------ |
| 2005年2月27日 | 沙田   | 草地 B+2 | 三歲或以上 | 1000米 | 精英大師 | 不適用   | 10   | 高雅志 | 1            |
| 2005年2月27日 | 沙田   | 草地 B+2 | 三歲或以上 | 1000米 | 鄉村樂韻 | 2        | 9    | 杜利萊 | 18           |
| 2005年2月27日 | 沙田   | 草地 B+2 | 三歲或以上 | 1000米 | 萬事旺   | 6 1/2    | 5    | 柏寶   | 55           |
| 2006年5月21日 | 沙田   | 草地 C+3 | P          | 1200米 | 帝聖名駒 | 不適用   | 3    | 高雅志 | 4.1          |
| 2006年5月21日 | 沙田   | 草地 C+3 | P          | 1200米 | 喜蓮戰略 | 1/2      | 4    | 湯智傑 | 14           |
| 2006年5月21日 | 沙田   | 草地 C+3 | P          | 1200米 | 富盈     | 1 1/4    | 10   | 鄭雨滇 | 16           |
| 2018年5月27日 | 沙田   | 草地 A   | G1         | 2400米 | 巴基之星 | 不適用   | 2    | 貝湯美 | 1.7          |
| 2018年5月27日 | 沙田   | 草地 A   | G1         | 2400米 | 時時精綵 | 1 3/4    | 1    | 柏寶   | 3.4          |
| 2018年5月27日 | 沙田   | 草地 A   | G1         | 2400米 | 大雄圖   | 4 1/2    | 5    | 沈拿   | 6.8          |
| 2018年6月3日  | 沙田   | 草地 B   | G3         | 1600米 | 中華盛世 | 不適用   | 6    | 莫雷拉 | 2.5          |
| 2018年6月3日  | 沙田   | 草地 B   | G3         | 1600米 | 美麗大師 | 1 3/4    | 8    | 郭能   | 4.3          |
| 2018年6月3日  | 沙田   | 草地 B   | G3         | 1600米 | 醒目名駒 | 2 1/2    | 10   | 沈拿   | 16           |
| 2024年2月21日 | 跑馬地 | 草地 C+3 | 3          | 1650米 | 又龍串鳳 | 不適用   | 3    | 艾道拿 | 12           |
| 2024年2月21日 | 跑馬地 | 草地 C+3 | 3          | 1650米 | 開心勇駒 | 鼻位     | 4    | 鍾易禮 | 6.5          |
| 2024年2月21日 | 跑馬地 | 草地 C+3 | 3          | 1650米 | 赤兔猴王 | 短馬頭位 | 2    | 巴度   | 2.6          |

## 2001年澳洲元老賽
2001年11月10日，澳洲費明頓馬場在墨爾本盃嘉年華的最後一天賽事舉行了一場阿聯酋國際航空元老賽。上陣的退役騎師包括：英國的勞亦思、柏葛、紐西蘭的女騎師鍾蓮達、史基頓、奧爾遜、摩加利、唐敏生及代表香港的告東尼。結果由告東尼勝出。翌年，告東尼再度出爭此賽得季軍。

## 勝出的主要賽事及國際一級賽

### 騎師時期
本地策騎
- 「同德」（香港打吡大賽）1983年、(香港金盃) 1983年、（香港冠軍暨遮打盃）1983及1984年
- 「通靈」 (主席獎) 1985及1986年
- 「新兩心知」（香港打吡大賽）1987年
- 「青城」（香港打吡大賽）1988年
- 「殖民首長」（香港邀請盃）1988年
- 「有性格」（香港打吡大賽）1995年 、(香港金盃) 1995年、(香港冠軍暨遮打盃) 1995年

海外客串策騎
 英国
- Champion Stakes（英國冠軍錦標）- 「Triptych」(譯名: 三連圖 或 三聯飾板) (1986年、1987年)

- Coronation Cup（加冕盃）- 「Triptych」 (1987年)

- Yorkshire Oaks（約克郡橡樹大賽）-「Magnificent Star」(1991年)

- Duke of York Stakes - 「Green Line Express」(1991年)

- Fillies Trial Stakes - 「Magnificent Star」(1991年)

 愛爾蘭
- Irish Champion Stakes（愛爾蘭冠軍錦標）-「Triptych」 (1987年)

- Irish St. Leger (愛爾蘭聖烈治大賽) -「Turgeon」(1991年)

 法國
- Prix Ganay（根利錦標）- 「Triptych」(1987年)

- Prix Jean Prat - 「Risk Me」- (1987年)

- Grand Prix de Paris（巴黎大賽）-「Fijar Tango」(1988年)

- Prix Vermeille (紅寶錦標) -「Indian Rose」 (1988年)

- Prix de Diane（法國橡樹賽）- 「Lady in Silver」(譯名: 銀裳貴婦) (1989年)

- Prix Royal-Oak（皇家橡樹大賽）-「Turgeon」(1991年)

- Prix Vicomtesse Vigier - 「Tale Quale」 (1987年)、「Turgeon」(1990年)

- Prix Jean de Chaudenay - 「Lascaux」(1987年)

- Prix Greffulhe - 「Persifleur」(1987年)

- Prix du Muguet - 「Art Francais」(1987年)

- Prix d'Harcourt - 「Grand Pavois」(1987年)

- Prix Niel（尼爾錦標）- 「Fijar Tango」(1988年)、「Golden Pheasant」(譯名: 金鳳凰) (1989年)

- Prix du Calvados - 「Oczy Czarnie」(1988年)

- Prix du Gros Chêne - 「Viva Zapata」 (1989年)

- Grand Prix de Chantilly - 「Something True」 (1988年)

- Prix Eugène Adam -「Revelation」 (1993年)

- Prix de la Grotte - 「Sakura Reiko」(1987年)

- Prix Bertrand du Breuil - 「Relasure」(1987年)

- Prix Thomas Bryon -「Raise a Memory」(1987年)

- Prix Daphnis - 「Bricassar」 (1988年)、「Candy Glen」(1990年)

- Prix de Cabourg -「Kendor」 (1988年)

- Prix Penelope - 「Behara」 (1989年)

- Prix Gladiateur - 「Hi Lass」 (1989年)

- Prix d'Arenberg - 「Repercutionist」 (1989年)

- Prix de Seine-et-Oise - 「Aliocha」 (1989年)

- Prix de Saint-Georges -「Ron's Victory」(1990年)

- Prix de Ris-Orangis -「Ron's Victory」(1990年)

- Grand Prix de Vichy -「North Col」(1990年)

- Prix de Lutèce -「North Col」(1990年)

- Prix Eclipse -「Crack Regiment」(1990年)

- Prix Chloé -「Holly Golightly」(1993年)

- Prix Herod - 「Silver Tornado」 (1988年)

 日本
- Fuji Stakes（富士錦標）-「Triptych」 (1987年)

### 練馬師時期
日本短途馬錦標（G1）
- 2005年（精英大師）

日本安田紀念賽（G1）
- 2006年（牛精福星）

杜拜阿喬斯短途錦標（G1）
- 2024年（加州星球）

香港短途錦標（2000年起G3 / 2001年起G2 / 2002年起G1）
- 2003年（精英大師）
- 2004年（精英大師）
- 2015年（幸福指數）

香港一哩錦標（1991年起HKG1 / 1994年起G3 / 1995年起G2 / 2000年起G1）
- 2003年（幸運馬主）
- 2010年（締造美麗）
- 2016年（美麗大師）
- 2022年（加州星球）

香港盃（1991年起HKG1 / 1993年起G3 / 1994年起G2 / 1999年起G1）
- 2011年（加州萬里）
- 2012年（加州萬里）
- 2017年（馬克羅斯）

香港瓶（1994年起HKG1 / 1996年起G2 / 2000年起G1）
- 2018年（時時精綵）

女皇盃（1992年起HKG2 / 1999年起G2 / 2001年起G1）
- 2015年（將男）
- 2018年（巴基之星）
- 2020年（時時精綵）

冠軍一哩賽（2001年起HKG1 / 2007年起G1）
- 2005年（牛精福星）
- 2006年（牛精福星）

主席短途獎（1992年起HKG1 / 2016年起G1）
- 2004年（精英大師）
- 2005年（精英大師）

百週年紀念短途盃（1992年起HKG2 / 2001年起HKG1 / 2017年起G2 / 2018年起G1）
- 2001年（丹山王）
- 2004年（精英大師）
- 2005年（精英大師）
- 2015年（幸福指數）
- 2017年（幸福指數）

女皇銀禧紀念盃（2000年起HKG3 / 2002年起HKG2 / 2006年起HKG1 / 2015年起G1）
- 2009年（再領風騷）
- 2011年（締造美麗）
- 2024年（加州星球）

董事盃（1991年起HKG1 / 2015年起G1）
- 2005年（牛精福星）
- 2006年（金碧明珠）
- 2011年（締造美麗）
- 2014年（將男）

香港金盃（1992年起HKG1 / 2015年起G1）
- 1997年（多威）
- 2004年（牛精福星）
- 2005年（開心精采）
- 2011年（加州萬里）
- 2018年（馬克羅斯）
- 2019年（時時精綵）
- 2020年（馬克羅斯）

香港冠軍暨遮打盃（1992年起HKG1 / 2015年起G1）
- 2013年（加州萬里）
- 2014年（將男）
- 2015年（喜蓮巨星）
- 2016年（將男）
- 2018年（巴基之星）
- 2019年（時時精綵）
- 2020年（時時精綵）

香港經典一哩賽（2001年起HKG1 / 2017年起四歲馬經典賽事系列）
- 2007年（俊歡騰）
- 2008年（喜蓮福星）
- 2010年（締造美麗）
- 2015年（美麗大師）

香港經典盃（1992年起HKG3 / 2000年起HKG1 / 2006年起HKG2 / 2011年起HKG1 / 2017年起四歲馬經典賽事系列）
- 2007年（俊歡騰）
- 2022年（加州星球）

香港打吡大賽（1992年起HKG1 / 2017年起四歲馬經典賽事系列）
- 2004年（幸運馬主）
- 2008年（喜蓮福星）

沙田錦標（1991年起HKG3 / 2011年起HKG2 / 2016年起G2）
- 2011年（加州萬里）
- 2022 + 2023 (加州星球)

馬會短途錦標（2002年起HKG2 / 2010年起G2）
- 2003年（精英大師）
- 2004年（精英大師）
- 2014年（幸福指數）

馬會一哩錦標（2003年起HKG2 / 2010年起G2）
- 2003年（幸運馬主）
- 2008年（再領風騷）
- 2015年（美麗之星）
- 2016年（美麗大師）

馬會盃（2002年起HKG2 / 2010年起G2）
- 2006年（終身美麗）
- 2012年（加州萬里）
- 2014年（將男）
- 2019年（時時精綵）
- 2020年（添滿意）

短途錦標（2008年起HKG2 / 2017年起G2）
- 2011年（萬事佳）

主席錦標（2001年起HKG3 / 2002年起HKG2 / 2017年起G2）
- 2005年（牛精福星）
- 2016年（美麗大師）
- 2018年（美麗大師）
- 2024年（美麗同享）

慶典盃（2014年起HKG3 / 2016年起G3）
- 2021年（二郎）
- 2024年（中華盛景）

國慶盃（2006年起HKG3 / 2016年起G3）
- 2009年（再領風騷）
- 2020年（錶之智能）

婦女銀袋賽（2011年起HKG3 / 2016年起G3）
- 2018年（馬克羅斯）
- 2020年（添滿意）

華商會挑戰盃（1992年起HKG3 / 2016年起G3）
- 2002年（超班寶）
- 2004年（丹山飛駒）
- 2007年（俊歡騰）
- 2010年（再領風騷）
- 2016年（萬事勇）

洋紫荊短途錦標（2000年起HKG3 / 2001年起HKG1 / 2006年起精英班 / 2007年起HKG3 / 2017年起G3）
- 2004年（精英大師）
- 2005年（精英大師）
- 2024年（狀元及第）

一月盃（2012年起HKG3 / 2017年起G3）
- 2012年（滿綵）

百週年紀念銀瓶（1991年起HKG3 / 2017年起G3）
- 1997年（多威）
- 2000年（駿仕）
- 2008年（牛精福星）
- 2013年（滿綵）
- 2019年（時時精綵）
- 2020年（時時精綵）

皇太后紀念盃（1992年起HKG2 / 2004年起HKG3 / 2017年起G3）
- 2003年（大白兔）
- 2011年（威利旺旺）
- 2018年（時時精綵）
- 2024年（當年情）

沙田銀瓶（1993年起HKG2 / 2004年起HKG3 / 2006年起精英班 / 2007年起HKG3 / 2017年起G3）
- 2003年（精英大師）
- 2006年（帝聖名駒）
- 2016年（幸福指數）
- 2018年（勝得威）

獅子山錦標（2016年起HKG3 / 2017年起G3）
- 2018年（中華盛世）
- 2020年（嘉應之星）
- 2022年（美麗同享）

精英盃（2005年起精英班 / 2007年起HKG3 / 2017年起G3）
- 2005年（金碧明珠）
- 2018年（加州議長）

精英碟（2007年起HKG3 / 2017年起G3）
- 2008年（牛精財星）
- 2018年（時時精綵）
- 2025年（美麗同享）

沙田短途錦標（2003年至2013年HKG3）
- 2003年（精英大師）

## 馬房所屬見習騎師
- 謝中瀚（前名謝百興，已掛靴）
- 徐君禮（早期在霍利時馬房學藝，已升格為自由身騎師並已掛靴）
- 蔡明紹（已升格為自由身騎師）
- 吳嘉晉（早期在葉楚航馬房學藝，已升格為自由身騎師並已掛靴）
- 鍾易禮（已升格為自由身騎師）

## 成就
- 香港冠軍練馬師 - (2) - (1999/2000年度、2004/2005年度馬季)

## 從騎成績
| 年度      | 冠  | 亞  | 季  | 殿  | 第五 | 出賽次數 | 所贏獎金（港元） | 備註                       |
| --------- | --- | --- | --- | --- | ---- | -------- | ---------------- | -------------------------- |
| 1973-1974 | 0   | 2   | 1   | 1   |      | 7        | --               | 策騎首季                   |
| 1974-1975 | 12  | 14  | 14  | 8   |      | 86       | --               | 第2季 (見習騎師冠軍)       |
| 1975-1976 | 36  | 27  | 23  | 21  |      | 191      | --               | 第3季 (亞軍及見習騎師冠軍) |
| 1976-1977 | 23  | 33  | 33  | 29  |      | 224      | --               | 第4季 (季軍)               |
| 1977-1978 | 28  | 43  | 22  | 26  |      | 244      | --               | 第5季 (季軍)               |
| 1978-1979 | 57  | 45  | 39  | 23  | 26   | 267      | --               | 第6季 (冠軍)               |
| 1979-1980 | 18  | 22  | 19  | 18  | 13   | 142      | --               | 第7季                      |
| 1980-1981 | 57  | 36  | 36  | 34  | 35   | 294      | --               | 第8季 (冠軍)               |
| 1981-1982 | 49  | 42  | 36  | 22  | 30   | 289      | --               | 第9季 (亞軍)               |
| 1982-1983 | 62  | 66  | 44  | 32  | 32   | 350      | --               | 第10季 (冠軍)              |
| 1983-1984 | 62  | 56  | 53  | 36  | 33   | 363      | --               | 第11季 (冠軍)              |
| 1984-1985 | 58  | 59  | 63  | 33  | 34   | 354      | --               | 第12季 (亞軍)              |
| 1985-1986 | 67  | 56  | 42  | 37  | 37   | 356      | --               | 第13季 (冠軍)              |
| 1986-1987 | 49  | 36  | 21  | 29  | 15   | 206      | --               | 第14季 (亞軍)              |
| 1987-1988 | 51  | 37  | 35  | 32  | 36   | 254      | --               | 第15季 (亞軍)              |
| 1988-1989 | 37  | 21  | 27  | 30  | 17   | 190      | --               | 第16季 (亞軍)              |
| 1989-1990 | 16  | 17  | 12  | 8   | 8    | 90       | --               | 第17季                     |
| 1990-1991 | 13  | 14  | 5   | 6   | 7    | 60       | --               | 第18季                     |
| 1991-1992 | 50  | 43  | 35  | 22  | 31   | 278      | --               | 第19季 (亞軍)              |
| 1992-1993 | 64  | 55  | 53  | 37  | 32   | 344      | --               | 第20季 (亞軍)              |
| 1993-1994 | 50  | 46  | 39  | 32  | 20   | 318      | --               | 第21季 (亞軍)              |
| 1994-1995 | 65  | 50  | 40  | 44  | 38   | 376      | --               | 第22季 (冠軍)              |
| 1995-1996 | 22  | 27  | 16  | 9   | 7    | 135      | --               | 第23季                     |
| 總計      | 946 | 847 | 708 | 569 | 451  | 5418     |                  |                            |

## 從練成績
| 年度      | 冠 | 亞 | 季 | 殿 | 第五 | 出馬總數 | 所贏獎金       | 練馬師榜排名   | 備注     |
| --------- | -- | -- | -- | -- | ---- | -------- | -------------- | -------------- | -------- |
| 1996-1997 | 42 | 30 | 40 | 37 | 32   | 386      | $              | 4 / 26         | 開倉首季 |
| 1997-1998 | 42 | 40 | 43 | 38 | 28   | 372      | $              | 3 / 25         | 第2季    |
| 1998-1999 | 35 | 42 | 33 | 43 | 33   | 420      | $              | 7 / 23         | 第3季    |
| 1999-2000 | 57 | 44 | 46 | 39 | 37   | 523      | $              | 1 / 25（冠軍） | 第4季    |
| 2000-2001 | 41 | 50 | 49 | 43 | 50   | 519      | $              | 3 / 25         | 第5季    |
| 2001-2002 | 47 | 39 | 21 | 32 | 32   | 425      | $34,457,620    | 3 / 24         | 第6季    |
| 2002-2003 | 57 | 44 | 34 | 28 | 25   | 465      | $45,809,160    | 2 / 25         | 第7季    |
| 2003-2004 | 59 | 55 | 42 | 36 | 27   | 447      | $90,931,470    | 2 / 25         | 第8季    |
| 2004-2005 | 91 | 60 | 45 | 24 | 41   | 459      | $113,894,295   | 1 / 25（冠軍） | 第9季    |
| 2005-2006 | 58 | 46 | 42 | 52 | 24   | 432      | $65,596,950    | 3 / 24         | 第10季   |
| 2006-2007 | 49 | 55 | 50 | 42 | 35   | 479      | $63,261,675    | 3 / 25         | 第11季   |
| 2007-2008 | 45 | 37 | 39 | 33 | 38   | 462      | $58,435,680    | 5 / 24         | 第12季   |
| 2008-2009 | 53 | 37 | 34 | 49 | 43   | 492      | $49,884,212    | 4 / 24         | 第13季   |
| 2009-2010 | 53 | 42 | 50 | 53 | 46   | 538      | $59,139,937    | 4 / 24         | 第14季   |
| 2010-2011 | 72 | 53 | 57 | 52 | 43   | 630      | $79,735,725    | 2 / 24         | 第15季   |
| 2011-2012 | 53 | 65 | 57 | 45 | 46   | 629      | $67,985,525    | 3 / 24         | 第16季   |
| 2012-2013 | 68 | 62 | 53 | 48 | 41   | 591      | $89,740,900    | 2 / 24         | 第17季   |
| 2013-2014 | 53 | 44 | 46 | 49 | 52   | 603      | $61,798,125    | 4 / 24         | 第18季   |
| 2014-2015 | 45 | 54 | 35 | 41 | 47   | 564      | $94,845,400    | 4 / 24         | 第19季   |
| 2015-2016 | 50 | 48 | 55 | 47 | 49   | 554      | $93,637,570    | 4 / 24         | 第20季   |
| 2016-2017 | 50 | 74 | 46 | 53 | 62   | 594      | $118,534,492   | 5 / 22         | 第21季   |
| 2017-2018 | 53 | 54 | 50 | 73 | 52   | 583      | $139,304,960   | 3 / 23         | 第22季   |
| 2018-2019 | 56 | 55 | 55 | 50 | 53   | 581      | $112,920,425   | 4 / 22         | 第23季   |
| 2019-2020 | 65 | 55 | 62 | 44 | 66   | 600      | $127,705,341   | 2 / 22         | 第24季   |
| 2020-2021 | 51 | 66 | 52 | 49 | 60   | 635      | $106,300,750   | 6 / 22         | 第25季   |
| 2021-2022 | 68 | 60 | 47 | 52 | 57   | 589      | $124,026,895   | 3 / 22         | 第26季   |
| 2022-2023 | 52 | 61 | 48 | 58 | 53   | 582      | $130,372,987.5 | 5 / 22         | 第27季   |
| 2023-2024 | 55 | 70 | 62 | 57 | 63   | 649      | $136,311,615   | 4 / 21         | 第28季   |
| 2024-2025 | 49 | 48 | 59 | 49 | 40   | 648      | $96,990,385    | 6 / 22         | 第29季   |

## 韋建邦遇襲案
告東尼曾於1979年2月因毆打《天天日報》董事韋建邦而被控，9月被法庭判處入獄六個月，准予緩刑十二個月。香港馬會亦暫時吊銷其騎師牌照，停賽四個月。當時告的朋友商人楊受成亦為此案而被控妨礙司法公正，於1981年正式被定罪及被判入獄九個月。

## 多次遇劫
告東尼曾於1991年在英國策騎時，遭匪徒闖入住所行劫。而1992年其九肚山寓所亦遭三名持刀匪徒闖入，綑綁他的一對兒女及兩名菲傭，掠去屋內總值二十一萬元的財物。而當時告東尼夫婦在快活谷馬場。較嚴重的一次是2004年11月28日晚，兩名持刀賊人闖入其九肚山寓所行劫，告東尼在場與賊匪發生激烈糾纏，混亂中頭部被刀背劈中，受傷倒在地上，一個夾萬遭匪徒搶走。告東尼傷勢嚴重，須送院治療。 

## 以他命名的事物
香港賽馬會為表揚告東尼的卓越成就、獎勵成就傑出的本地騎師，由2015-2016年度馬季冠軍人馬獎開始，增設一項專為本地騎師而設的獎項，名為「告東尼獎」。

## 外部連結
- 練馬師資料 告東尼（页面存档备份，存于）

## 其他資料
- 香港賽馬會（页面存档备份，存于）